# Råby och Norränge
För andra betydelser, se Råby.
Råby och Norränge är en av SCB avgränsad och namnsatt småort i Upplands-Bro kommun. Småorten omfattar bebyggelse i Råby och Norränge belägna i Håtuna socken.